# Casorate Sempione
Casorate Sempione là một đô thị ở tỉnh Varese trong vùng Lombardia, có cự ly khoảng 40 km về phía tây bắc của Milan và khoảng 20 km southvề phía tây của Varese. Tại thời điểm ngày 31 tháng 12 năm 2004, đô thị này có dân số 5.334 người và diện tích là 6,9 km².
Casorate Sempione giáp các đô thị: Arsago Seprio, Cardano al Campo, Gallarate, Somma Lombardo.